# Distretto di Contamana
Il distretto di Contamana è uno dei sei distretti della provincia di Ucayali, in Perù. Si trova nella regione di Loreto e si estende su una superficie di 10.675,1 chilometri quadrati.
Istituito il 13 ottobre 1900, ha per capitale la città di Contamana.